# Skies of Arcadia
Skies of Arcadia, в Японии — Eternal Arcadia (яп. エターナルアルカディア Эта:нару арукадиа) — видеоигра в жанре JRPG, разработанная компанией Overworks для приставки Dreamcast и изданная Sega в 2000 году.
В 2002 для GameCube был выпущен ремейк под названием Skies of Arcadia Legends. Также он разрабатывался и для PlayStation 2, но был отменён незадолго до выпуска на GameCube.
Действие игры происходит в мире, состоящем из парящих в воздухе островов, и где основным средством передвижения являются различные воздушные суда; внешне похожие на морские. Сюжетная линия вращается вокруг главного героя — Вайса (англ. Vyse), молодого пирата, который вместе со своими друзьями пытается помешать Империи Валуа (англ. Valuan Empire) получить в свои руки древнее оружие, способное стать причиной уничтожения мира.

## Геймплей

### Подземелья, пещеры, лабиринты, острова
Основная часть игрового процесса состоит в прохождении подземелий. Управляя персонажем с видом от третьего лица, игрок должен пройти через локацию, для того, чтобы завершить очередную часть сюжетной линии. В процессе ему придётся разрешать ребусы, искать проходы в лабиринтах, собирать сокровища в найденных сундуках, отражать атаки врагов. Как правило, для прохождения таких уровней игроку придётся последовательно обойти все возможные варианты пути, чтобы в итоге найти единственно правильный. В сундуках, встречающихся повсеместно, нередко находятся очень ценные предметы. В процессе прохождения встречи с врагами происходят случайным образом.
Путешествие между пешеходными локациями осуществляется при помощи пилотирования воздушных кораблей в трёхмерном окружающем мире — планете, где прямо в небе парят острова и целые континенты. Некоторые из них необитаемы, другие застроены городами и крепостями. Все подземелья находятся в разных местах этих островов, городов и континентов. Исключение составляет особая локация, называемая «Бездна тьмы», где «подземелье» приходится проходить не пешком, а прямо на корабле, плавая по сферическим территориям, в которой, вместо сундуков, сокровища встречаются в останках затонувших кораблей, а вместо коридоров и дверей приходится проплывать через вихреобразные туннели. Также подобным местом является утроба Тартаса, но тут она представлена большим количеством подземных туннелей в огромным количество жёлтого лунного камня.

### Небеса
Путешествие по небесному миру Аркадии проходит на воздушных кораблях. Поскольку мир Аркадии был когда-то уничтожен магическим воздействием, небеса разделены «небесными расщелинами», путь через которые затруднён (белые облака) или вовсе невозможен (серые и чёрные облака). Кроме расщелин, встречаются препятствия в виде ледяных и песчаных обломков, а в некоторых местах кораблю мешают высокие скалы до самых небес. Впрочем, во второй половине игры Skies of Arcadia такие проблемы останутся в прошлом, так как корабль путешественников будет способен подниматься выше всяких гор и опускаться ниже оснований континентов. В процессе плавания на команду будут нападать монстры, схожие с теми, что встречаются в подземельях; сражение с ними происходит на палубе корабля. Также будут случаться сражения между кораблями, — вашим и противника, а кроме этого, — битвы с гигантскими чудовищами. Большинство таких сражений неизбежны, так как это боссы и победа над ними необходима для развития сюжета. Всё же, некоторые такие сражения можно предотвратить.

### Открытия
Игрок может делать открытия во время плавания на корабле. Следует следить за компасом; в том месте, где находится открытие, стрелка начнёт хаотично вращаться. Открытия представляют собой уникальные объекты, расположенные в самых непредсказуемых местах. Среди открытий встречаются новые земли, невиданные животные, останки древних цивилизаций, памятники архитектуры, природные аномалии и многое другое. Информация о сделанных открытиях автоматически записывается в соответствующий журнал и может быть выгодно продана в любом филиале Гильдии Моряков. С другой стороны, там же можно купить информацию, которая даст подсказки, где предположительно находятся ещё не сделанные открытия. Некоторые Открытия происходят автоматически, так как напрямую связаны с прохождением сюжетной линии.

### Система сражений
Сражения происходят часто, особенно во время плаваний. Существует два вида сражений: корабль против корабля и игрок против монстров. Сражения с кораблями происходят значительно реже.

#### Битвы с монстрами
Битва персонажей представляет собой сражение между игровыми персонажами (от одного до четырёх) с монстрами или другими персонажами (от одного до восьми). Битва являет собой пошаговое сражение и включает семь основных действий: Бегство, Предметы, Защита, Атака, Супер-удар, Магия и Фокус. Восьмое действие, Спец-атака команды становится доступным во второй половине игры, после завершения определённых задач и заменяет собой возможность бегства. Выбрав действие для каждого персонажа, начинается раунд поединка.

#### Сражения кораблей
Сражения кораблей происходят как между кораблём игрока и вражескими кораблями, так и с более мощными врагами — Гигасами. Система сражения на корабле напоминает сражение с монстрами, но есть и существенные отличия. Каждый раунд поделён на три или четыре хода, в зависимости от того, сколько персонажей задействовано. На экране отображается информация о том, каков прогнозируемый уровень превосходства или уязвимости предстоит в текущем и следующем раунде, обозначаемая цветом или пиктограммами. Зелёный значит, что у врага нет преимущества и/или он не будет атаковать. Жёлтый означает, что враг собирается атаковать. Красный цвет говорит о предстоящей сокрушительной атаке врага и о его преимуществе. Наконец, символ С! означает удачный момент для выстрела из пушек, а символ, отображающий супер-орудие означает возможность применения такового.
Выбор действия перед раундом происходит также, как и в битве персонажей, только с некоторыми отличиями. Пункт Атака позволяет выбрать одну из четырёх возможных пушек, которыми оснащён корабль. Пушки бывают трёх видов: мощные основные орудия, многозарядные, но более слабые орудия и торпеды, наносящие повреждения с отсрочкой. Пункт Супер-удар заменён на Супер-пушка, открывающий стрельбу из мощнейшего орудия, каковыми являются Пушка-Гарпун и Пушка Лунного Камня. В дополнение к стандартным действиям, существует возможность остальных членов судовой команды, чья помощь в сражении порой бывает очень полезна и выгодна.

### Мини-игра «Путешествие Пинты»
В Dreamcast-версии Skies of Arcadia есть мини-игра, проходимая при помощи карты памяти, оснащённой экраном. Чтобы активировать мини-игру, необходимо добраться до острова Моряков и разыскать там мальчика по имени Пинта, который мечтает путешествовать по миру и делать открытия. После разговора с ним необходимо загрузить мини-игру и теперь играть в неё можно при выключенной приставке. «Путешествие Пинты» представляет собой мини-RPG, все достижения — найденные Пинтой предметы и золото переходят в основную игру.

## Сюжет
История начинается с того, как молодая девушка по имени Фина, представитель силвитов — Серебряной цивилизации, на маленьком корабле плывёт по ночному небу. Она и не подозревает, что её преследует крейсер имперской Армады под командованием адмирала Альфонсо, которому приказано взять её в плен. Крейсер открывает огонь, корабль Фины уходит на дно, а сама Фина становится пленницей. В этот же момент и сам крейсер атакуют и его берут на абордаж Синие Пираты, — воздушные пираты, цель которых — разграбить имперский корабль. Вайс и Айка, главные персонажи игры, заставляют Альфонсо бежать на спасательной шлюпке, одолев при этом личного телохранителя трусливого адмирала — чудовище Антонио. Забрав Фину с собой, пираты возвращаются на корабле Синих Воров «Альбатросе» на свою секретную базу, расположенную на острове Пирата, замаскированную под небольшую деревеньку.
На следующий день, любуясь закатом, Вайс и Айка видят, как с неба падает Лунный камень, который попадает на расположенный неподалёку остров Гробницы. Утром они отправляются на остров Гробницы чтобы заполучить ценную находку, которая имеет практическую ценность: лунные камни используются в воздушных кораблях в качестве топлива. Фина остаётся в деревне, под опекой родителей Вайс. Вернувшись назад с добычей, друзья с ужасом обнаруживают то, что остров Пирата практически стёрт с лица земли орудиями кораблей Армады. Дин, отец Вайса, его команда, Фина взяты в плен и доставлены в столицу империи Валуа, корабль Синих Пиратов, «Альбатрос», уничтожен. Вайс и Айка решаются вызволить из плена своих близких, при этом даже не подозревая, что за этим отважным поступком последует длинное и непростое приключение, полное трудных моментов и тяжёлых испытаний…
Не успев далеко отплыть от острова Пиратов, утлый кораблик героев попадает в крушение, вызванное легендарным фиолетовым китом Ракнамом. Их спасает грубоватый и нелюдимый рыбак по имени Драхма, который охотится за китом. Вайс убеждает Драхму отправиться в столицу Валуа, где Драхма сможет купить мощную Пушку-Гарпун, идеальное оружие для поимки Ракнама. Прибыв в столицу, Драхма отправляется торговаться о пушке, а Вайс и Айка, при помощи мальчика-сироты Марко, пробравшись через лабиринт катакомб нижнего города попадают в колизей в тот самый момент, когда должна начаться казнь пиратов. Вырвав их из лап палачей, пираты наносят визит в тюрьму Великой Крепости и освобождают Фину. Совершив небывалое, друзья возвращаются на остров Моряка, где Фина рассказывает им историю древнего мира и цель своей миссии. С этого момента она присоединяется к команде и участвует в сражениях.
Фина поведала, что прибыла в Аркадию, чтобы разыскать шесть Лунных Кристаллов, каждый из которых является средством для пробуждения и управления Гигасами — огромными живыми исполинами, обладающими несметной силой, способной разрушить всё на своём пути. Имея на руках все шесть Кристаллов, Валуаны способны уничтожить Аркадию. Поэтому Фина должна успеть найти все шесть Лунных Кристаллов прежде, чем это сделает империя Валуа. Вайс и Айка присоединяются к миссии Фины, и вместе с Драхмой на его корабле «Малыш Джек» отплывают в земли Красной Луны чтобы найти Красный Лунный Кристалл.
Прибыв в порт города Марамба, Драхма покидает команду, отправившись на поиски гигантского кита. В местной таверне Вайс, Айка и Фина знакомятся с танцовщицей по имени Беллена, которая одалживает им свой корабль, на котором троица отплывает на поиски легендарного Храма Пиринн, где должен храниться Красный Лунный Кристалл. Друзья добывают Кристалл, но тут внезапно выясняется, что Беллена никакая не танцовщица, а командующая Четвёртым флотом Армады Беллеза. Кристалл оказывается в её руках, и она пробуждает Красного Гигаса, Рекумена. На помощь друзьям прибывает Драхма, но бой с Рекуменом им не выиграть: Рекумен непобедим. Тогда они атакуют флагман Беллезы, заставляя её отозвать Красного Гигаса.
Одолев «Рысь», корабль Беллезы, пираты оснащают «Малыш Джек» добытыми трофеями: Магической Пушкой и новым двигателем, который позволит кораблю Драхмы справиться с сильным встречным ветром, бушующем в Южном океане и достигнуть земель Зелёной Луны, Икатаки. Прибыв в Икатаку, воздушные пираты узнают, что Зелёный континент оккупирован Валуа, а король живёт в изгнании. Разыскав убежище короля, Вайс и команда узнают, что Зелёный Лунный Кристалл спрятан в затерянном древнем городе Рикис. Собрав по крупицам информацию о местонахождении Рикиса и отправившись на поиски города, друзья сталкиваются с адмиралом Де Локо, который тоже ищет затерянный город, сжигая при этом лес. 
 Разгромив Де Локо, «Малыш Джек» берёт курс на Гору Лунного Камня, где находится пленный верховный служитель Исапа, владеющий информацией о местонахождении Рикиса. Там же находится отправленный в ссылку за ложь и трусость адмирал Альфонсо, который, как и при первой встрече с ним, проигрывает пиратам. Попав наконец в Рикис, друзья не находят там Зелёный Лунный Кристалл, — оказывается, его выкрал король Икатаки. Король вызывает Грендела, Зелёного Гигаса, при помощи последнего король хочет изгнать Валуан. Грендал заодно атакует и «Малыша Джека», но Вайс и команда заманивают Гигаса в глубокий каньон и забирают Зелёный Лунный Кристалл.
Следующий Лунный Кристалл, за которым отправляется Вайс, Жёлтый. Он хранится в землях Жёлтой Луны, которыми владеет империя Валуа. К несчастью, путь к Жёлтому Кристаллу преграждает Великая Печать. Прибыв к месту, где должен был храниться Кристалл, пираты попадают в западню, которую подстроил Рамирес, Шестой адмирал Армады, человек, которого Фина знает лично (но при этом стесняется рассказывать). Здесь же Драхма ощущает близость присутствия своего заклятого врага, кита Ракнама, и в безрассудстве бросается на его поимку. Выстрелив по киту пушкой-гарпуном, корабль Драхмы прикрепляется к гигантскому чудищу. Пользуясь случаем, Рамирес атакует «Малыша Джека», и корабль загорается. Айка и Фина спасаются на одной из шлюпок, Вайс садится в другую, но Драхма отказывается покидать судно. От взрыва шлюпки разбрасывает в стороны…
Вайс приходит в себя на необитаемом острове, а шлюпку с девушками подбирает корабль воздушного пирата Клара, которая помогает им добраться до Насрада, столицы государства Наср, расположенного в землях Красной Луны. Обыскав остров, Вайс находит останки умершего пирата и, среди его вещей, он находит половину карты. Мимо острова проплывает «Клаудия», капитан которой, пират Гилдер спасает Вайс, и вдвоём они плывут на остров Дакката, где, согласно легенде, хранятся несметные сокровища. В это же самое время Айка и Фина, имея вторую половину карты, так же прибывают на остров Дакката, но только она начинают поиски с противоположной стороны. Разгадав множество сложных загадок, друзья наконец объединяются и возвращаются в Насрад. Здесь их снова ждёт картина полного разрушения: Валуане сожгли и разграбили богатый город. А затем все четверо оказываются в руках Рамиреса, который вновь бросает их в темницу Великой Крепости.
Пираты одолевают адмирала Вигоро и выбираются из плена, где неожиданно им на помощь приходит принц Энрике. Юный принц недоволен политикой своей матери, императрицы Теодоры, нацеленной на истребление всего живого. Энрике передаёт пиратам новейший имперский флагман «Дельфинус» и просит взять его с собой в качестве члена команды. Проделав дыру в воротах Великой Крепости, Вайс и компания возвращаются на тот самый необитаемый остров, на самом деле именуемый островом Полумесяца. Там они встречают мастеровых людей, которые нанимаются построить для Синих Воров новую базу и улучшить «Дельфинус», позволив ему летать через каменные рифы и небесные расщелины. Вайс, Айка, Фина и Энрике отправляются в восточный город Эсперанса, где они узнают, что, согласно легенде, есть путь в земли Синей Луны, проходящий через таинственную Бездну Тьмы, из которой, однако, ещё никто не возвращался. На следующий день в Эсперансу по следам принца Энрике прибывает Второй имперский флот под командованием адмирала Грегорио. В очередной раз одолев Армаду, друзья находят вход в Бездну Тьмы и, пройдя сквозь неё, прибывают в Яфутому, земли Синей Луны. Одолев Синего Гигаса и получив Синий Лунный Кристалл, Вайс и компания плывут дальше на восток и приплывают на остров Полумесяц с запада, совершив кругосветное путешествие. Также с собой они привезли древний свиток яфутоман, который позволяет инженеру Брэбхэму улучшить полётные качества «Дельфинуса», и теперь корабль Синих Воров может подниматься выше облаков и опускаться ниже континентов.
Теперь друзья отправляются далеко на юг, в Земли Льда, освещаемые Фиолетовой Луной. В глуби ледяного материка они отыскивают затерянный город Гласия, где их ждёт неожиданное открытие. Оказывается, гигантский кит Ракнам, — не кто иной, как Фиолетовый Гигас. Драхма и «Малыш Джек» тоже нашли Ракнама и Драхма смертельно ранил кита. Драхма рассказывает грустную историю о своём сыне, Джеке. Когда-то давно, Джек погиб из-за Ракнама, потому Драхма так стремился отомстить. В итоге, кит умирает, отдав Вайсу Фиолетовый Лунный Кристалл.
Улучшив двигатели «Дельфинуса», Вайсу и его команда пробираются через Утробу Тартаса, в глубине Жёлтого Континента, чтобы заполучить последний необходимый Жёлтый Лунный Кристалл. Проплыв через тёмные лабиринты, воздушные пираты подобрались к спящему Жёлтому Гигасу. Пробуждённый Гигас был повержен и теперь у Вайса и его друзей оказалось пять Лунных Кристаллов. Теперь, когда все Кристаллы были найдены, Фине предстояло вернуться домой. Для этого нужно отыскать затонувший корабль силвитов, на котором Фина прибыла в Аркадию. Друзья отправляются на секретную базу Валуан, расположенную на острове Данграл, где они похищают у Де Локо технические документы и впоследствии перенастраивают «Дельфинус» так, чтобы он мог опуститься в глубокий Вихрь, туда, где лежит корабль Фины. Покидая Данграл, Вайс и компания сталкиваются с адмиралом Грегорио и лордом Галсианом, верховным главнокомандующим Армадой. Принц Энрике готовится к очередной битве со своим дядей, но последний заявляет, что он здесь не для того, чтобы помешать им. Грегорио вызывает на неравный бой лорда Галсиана, тем самым позволяя друзьям выгадать время для бегства. С тяжёлым сердцем Энрике оставляет своего дядю и «Дельфинус» улетает.
Через несколько дней команда Вайса завершает перенастройки «Дельфинуса» и отправляется в Глубокий Вихрь. Перед самым отплытием Энрике говорит Вайсу, что это их последнее совместное плавание, так как он собирается вернуться в Валуа, чтобы объяснить матери тот факт, что Галсиан давно действует вне её приказов, завоёвывая этот мир для увеличения своей власти. Спустившись ниже облаков и разыскав корабль Фины, друзья возвращаются, но внезапно их атакует улучшенный корабль Де Локо — «Хамелеон». В жаркой битве приходит конец безумцу Де Локо. Высадив Энрике на острове Моряков и попрощавшись, Вайс, Айка и Фина возвращаются домой. Команда устраивает пышную прощальную вечеринку в честь Фины. В самый разгар мероприятия откуда ни возьмись появляется Рамирес и требует отдать ему все пять Лунных Кристаллов. Вайс, Айка и Фина бросаются в бой, но одолеть всесильного Рамиреса им не удаётся. Айка пытается прибодрить огорчённых друзей: у Рамиреса только пять Кристаллов, и ему никогда не добыть шестой. Но тут Рамирес открывает им свой секрет: он, как и Фина, — силвит. Секрет жизненной силы жителей Серебряной цивилизации в том, что внутри каждого из них есть свой Серебряный Лунный Кристалл. Добыть его можно лишь убив силвита, и сейчас он достанет Кристалл из тела Фины. Но тут внезапно на помощь пришла Клара, выстрелив из пушки своего корабля, заставила Рамиреса отступить.
Даже несмотря на то, что от великолепной базы Вайса практически ничего не осталось, весь следующий день команда убирала сгоревшие обломки и начала перестраивать всё по новой. Отдохнув и хорошенько подумав, Фина предложила Вайсу и Айке сопровождать её в свой дом, Великую Серебряную Гробницу, чтобы встретиться со Старейшинами и испросить их совета. Услышав этот разговор, к ним присоединился Гилдер, решив для себя, что побывать там будет для него крайне интересно. На корабле Фины все четверо взмыли высоко-высоко в небо, туда где над миром Аркадии парила Великая Серебряная Гробница. Встретившись со Старейшиной Праймом, названым отцом Фины, Вайс, Айка, Фина и Гилдер узнали всю правду об Аркадии. Давным-давно, Силвиты использовали Серебряного Гигаса, — Зелоса, чтобы вызвать Дождь Разрушения, который полностью изменил их мир. После этого они отправили в далёкие глубины свой материк — Солтис, а Зелоса спрятали за магической печатью. И теперь только шесть Лунных Кристаллов способны разрушить эту печать и снова вызвать Дождь Разрушения по воле обладателя Кристаллов. Вайс и остальные были шокированы услышанным, но они не успели задать ни единого «почему» Прайму. Внезапно появившиеся Рамирес и Галсиан убили Старейшину и забрали из его тела так необходимый для их планов Серебряный Лунный Кристалл. Друзья поспешили в погоню за злодеями на остров Данграл.
Тем временем, Энрике пытается объяснить своей матери, что Галсиан — предатель. Императрица назначает Альфонсо верховным главнокомандующим, хотя при этом даже не предполагает, насколько изобретателен и хитёр Галсиан. Энрике вызывает Альфонсо на дуэль, но тут адмирал Беллеза успокаивает Энрике и уводит его с собой. В этот момент Вайс и его команда прибывают на Данграл и на лифте спускаются в глубины. Путь им преграждает здоровенный адмирал Вигоро, но друзья дают ему серьёзный отпор. Тогда Вигоро заявляет, что больше не хочет воевать на стороне Армады, а предпочитает жизнь Синих Воров. Он указывает им где искать Галсиана. Пираты добираются до Галсиана и Рамиреса, но те прикрываясь Стражником, успевают активировать Кристаллы… Серебряный Гигас пробуждается, на поверхность поднимается затонувший континент Солтис. Вайсу и компании приходится отступать, они с трудом успевают добраться до «Дельфинуса». Люди на всех материках ощущают, как меняется ветер по мере того, как поднимается затерянный материк. Лорд Галсиан иронично заявляет, что в Валуа давно не было дождя и вызывает Дождь Разрушения с Жёлтой Луны. Беллеза и Энрике успевают покинуть Валуа, остальные, включая императрицу Теодору и Альфонсо, погибают. Когда принц приходит в себя, его сердце обливается кровью от известия о том, что Валуа больше не существует.
По возвращении на остров Полумесяц команда Вайса пытается придумать план как остановить Галсиана и Рамиреса. Но, осознавая свою беспомощность в невозможности предотвратить возвращение Солтиса и гибели империи Валуа, Вайс практически впадает в депрессию. В этот момент в зал заходит Драхма и напоминает Вайсу, что главное правило моряка — не сдаваться. Один за другим, друзья Вайса, те, кому он когда-то помог и даже некоторые бывшие его враги прибывают, чтобы предложить свою помощь. Чёрный Пират Балтор, Толстяк Гордо, флот яфутоман, Дин и его команда, многие-многие другие, и даже сама Беллеза появилась, привезя с собой принца Энрике, живого и невредимого. Вайс тоже не терял времени даром и собрал вокруг себя команду воздушных пиратов чтобы сразиться с силами Галсиана. Ночью Вайсу не спалось и он вышел подышать свежим воздухом. На улице он встретил Беллезу, которая сказала, что не может сражаться против собственных людей и у неё есть более важное дело. Поцеловав Вайса на прощание, пышногрудая Беллеза удалилась. Вайс заметил, что ни Айка, ни Фина тоже не спят и решил их успокоить. После трогательных моментов общения с каждой из них, все отправились спать, чтобы отдохнуть перед завтрашней битвой.
На следующий день «Дельфинус» отправился штурмовать летающую крепость Армады, в которой укрылся Галсиан — «Гидру». Рамиресу было приказано вернуться на Солтис на тот случай, если придётся снова вызывать Дождь Разрушения. Несмотря на все свои опасения, Рамирес подчинился своему командиру и вернулся ожидать приказов на защищённый континент. Разгромив несколько вражеских кораблей, Вайс добрался до «Гидры». Нанеся последней значительные повреждения, Вайс и его команда высадились на борт летающей крепости чтобы сразиться с Галсианом лицом к лицу. Через лабиринты друзья наконец нашли дорогу на мостик, где их ждал хорошо укреплённый Галсиан. Синие Пираты оказались сильнее, и Галсиан спасся на отделившемся капитанском мостике. На прощанье он прокричал, что все они скоро погибнут от Дождя. Казалось бы, на победу не оставалось никакой надежды, но тут появилась Беллеза. На полном ходу её корабль врезался в мостик Галсиана и оба судна взорвались. Беллеза пожертвовала собой ради будущего этого мира, покончив при этом со злодеем Галсианом раз и навсегда. Вайс и его друзья были опечалены таким поступком и вернулись на «Дельфинус».
Тем временем Рамирес, обезумевший от того, что человек, которого он уважал и которым дорожил больше всего на свете-погиб, обвинил Вайса в его гибели и обратился к Серебряной Луне, вызывая Дождь Разрушения. Не в силах ничего поделать, все смотрели, как Солтис посылает в небо луч, в ответ на который должен пойди разрушительный дождь. К удивлению Фины и остальных, в этот момент с неба появилась Великая Серебряная Гробница. Старейшины решили искупить свой грех за вызванный когда-то давно Дождь Разрушения. Попрощавшись с Финой, Старейшины ударили по высокой башне Солтиса, разрушив тем самым и свой дом, и погибнув при этом. Своим поступком им также удалось разрушить купол, который защищал Солтис от кораблей пиратов, и теперь Вайс мог сразиться с Рамиресом самостоятельно.
Компания решила не тратить времени понапрасну и отправилась на Солтис через остров Гробницы, теперь представляющим собой одну из частей вплывшего континента. Вайс и его друзья долго путались в лабиринтах материка и наконец нашли огорчённого и озверевшего Рамиреса. Адмирал поклялся отомстить за Галсиана, намереваясь всех убить. Теперь Рамирес был уже не таким неуязвимым как прежде, поэтому Вайс и остальные одолели его. Тогда обезумевший силвит пожертвовал свою жизнь Зелосу, чтобы, объединившись с ним, получить достаточную силу для уничтожения своих врагов. Фина умоляла его остановиться, но Рамирес заявил, что тот, кого она знала, давно умер и исчез, превратившись в бесформенного монстра. Команде пришлось отступить, так как Зелос быстро увеличивался, разрушив башню Солтиса и вскоре все увидели новую форму чудовища, — огромный серебряный шар. Фина отметила, что это ещё не окончательная форма, поэтому нужно немедленно его атаковать, иначе может быть слишком поздно. «Дельфинус» вступил в финальную битву за судьбу мира и прежде, чем Зелос смог достичь своей финальной формы, «Дельфинус» сделал свой последний, завершающий выстрел, победив в бою самого сильного из Гигасов.
Не успели они обрадоваться победе, как на палубу «Дельфинуса» упал кусочек сражённого Гигаса, из которого появился Рамирес, только теперь он был не самим собой, а лишь отчасти, остальное принадлежало Зелосу. Доведённый до полного безумия, Рамирес в последний раз попытался одолеть своих врагов, но был повержен, оставив после себя маленький кристалл, который был внутри него. Вайс, с разрешения Фины, отдал Рамиресу последние почести моряков, вернув кристалл обратно, в небеса. Солтис снова затонул в глубины, а победившая врагов армия Воздушных Пиратов отправилась на остров Полумесяц праздновать окончательную победу. Через некоторое время принц Энрике и яфутоманская принцесса Моэги поженились и отправились вместе с выжившими после Дождя Разрушений восстанавливать Валуа. Вайс, Айка и даже Фина стали настоящими, взрослыми Воздушными пиратами и на новом корабле отправились в новое приключение по небесам Аркадии.

## Персонажи
- Вайс (англ. Vyse) — главный герой игры. Юный воздушный пират с сильным чувством справедливости. Хорошо развиты бойцовские и лидерские навыки. Всем сердцем верит в то, что невозможно — просто слово, которые заставляет людей опускать руки и не больше. В качестве оружия использует сабли.
- Айка (англ. Aika) — сестра-по-оружию Вайса. Весёлая и бойкая девушка с доброй душой. Испытывает полу дружеские-полу любовные чувства к Вайсу. Сопровождает его на протяжении всей игры. В бою использует бумеранги.
- Фина (англ. Fina) — загадочная личность до некоторого времени. Носит странную одежду и ничего не может рассказать о том откуда прибыла. По характеру тихая и скромная, немного замкнутая личность. У неё никогда не было настоящих друзей кроме Капила (Cupil), потому общение с Вайсом и Айкой доставляет ей огромное удовольствие. В бою использует Капила.
- Капил (англ. Cupil) — искусственная форма жизни. С самого детства был с Финой. Капил представляет собой небольшой серебряный пузырь с маленькими лапками, хвостиком и мордашкой. Умеет менять свою форму, что использует для атаки врагов.
- Драхма (англ. Drachma) — пожилой мужчина — капитан судна Малыш Джек. Облетает весь свет в поисках Ракнама — гигантского кита, который явно обидел старика. Характер нордический-твёрдый. Местами грубоват, но не зол. В бою использует свой протез руки.
- Гилдер (англ. Gilder) — молодой мужчина, капитан своего корабля Клавдия. Является Синим Плутом. Очень любит пошутить и взбадривать своих друзей. В свободное от работы время бегает за всеми женщинами и убегает от одной — единственной женщины Клары, ибо она искренне полюбила Гилдера и хочет его на себе женить. В бою Гилдер использует мушкеты.
- Энрике (англ. Enrique) — принц Империи Валуа. Очень воспитанный юноша. Вежлив и обходителен. Галантен к дамам. Однако он не неженка — с детства учился фехтовать и очень в этом преуспел. Энрике видит, что его страна превращается в империю зла, но ничего не может поделать с этим, хоть он и принц. В середине игры покидает свою империю вместе с Вайсом, попутно угоняя самый мощный корабль империи — Дельфинус, чтобы вместе с Вайсом предотвратить наступающий кризис. В бою использует шпаги.

## Skies of Arcadia Legends
26 декабря 2002 года в Японии вышла портированная для игровой приставки GameCube игра Skies of Arcadia Legends. В Северной Америке релиз состоялся 27 января 2003 года, а в Европе — 23 мая 2003 года. В игре слегка улучшилась графика, сократилось время загрузок и добавилось дополнительное содержание. Как и Dreamcast-версия, Legends поддерживала загрузку дополнений. Кроме перечисленного, в игре были добавлены сцены, некоторые из которых рассказывали о событиях, произошедших в мире Аркадии до начала игры.

### Отличия
Legends была выпущена для другой игровой приставки и не поддерживала дополнительное оборудование Dreamcast, такое как VMU, поэтому поиск чамов (пища для Капила) был организован несколько иначе. Капил появляется на экране и издаёт звуки, направляя к месту нахождения чама. Другим отличием является то, в GameCube-версии игры заметно реже встречаются враги, но при этом за победу над ними начисляется больше очков опыта.
В плане графики отличий практически нет; хотя у GameCube несравнимо большие технические возможности, качество текстур осталось прежним. За счёт увеличения числа многоугольников несколько улучшился внешний вид персонажей. Исчезла проблема снижения частоты кадров, которая наблюдалась во время выполнения некоторых супер-ударов или плавания в определённых территориях.
Ускорилось время подгрузки игры, сократилось время, требуемое для работы с картой памяти. GameCube-версия SoA была выпущена на одном диске вместо двух. Однако, чтобы вместить всю игру на одном диске, пришлось ухудшить качество звука и музыки.

### Новое содержание
В Legends появились новые 24 открытия. Теперь найти их несколько проще, поэтому они могут принести немалый доход. Доминго теперь можно нанять гораздо раньше. Другое важное дополнение: в игре появилась Лунная Рыба, а также летающий неподалёку от острова Моряка воздушный корабль, на борту которого Док (доктор) и юная девушка Мария. У Марии есть маленькая птичка, которая превращается в Хамачу. Лунная Рыба, невидимая невооружённым глазом, издаёт специфические звуки. Вайс может её увидеть при помощи своей линзы. По мере прохождения игры, Вайс будет ловить Лунную Рыбу, собирать и привозить её Марии. Накормленная такой рыбой, птичка вырастет во взрослого Хамачу, что будет записано как открытие.
Другим новым персонажем является женщина Пистоль по прозвищу Ангел Смерти, охотник за воздушными пиратами. Пистоль преследует Вайса так как ошибочно считает, будто за семь лет до этого Вайс убил её отца, адмирала Мендоза. Как-то ночью «Аквила», корабль её отца, загорелся. Капитан
Синих Плутов Дин, увидев судно в огне, поспешил на помощь. А Пистоль подумала, что Синие Плуты и есть те, кто виноват в пожаре, и напала на первого встречного, которым оказалась Айка. У Айки с собой не было никакого оружия, поскольку она выполняла спасательную миссию. Вайс защитил Айку от брошенного в неё ножа и заработал свой знаменитый шрам на щеке. Когда было найдено тело адмирала Мендозы, выяснилось, что он погиб не от огня, а от ран, нанесённых саблей. Пистоль поклялась уничтожить всех воздушных пиратов, чтобы отомстить за отца.
Третьим основным дополнением стало появление списка разыскиваемых с приличными премиями за поимку и уничтожение разыскиваемых. Среди тех, кого нужно найти, есть как уже знакомые по Dreamcast-версии персонажи, так и совсем новые. Как и в случае с открытиями, поиск разыскиваемых может стать неплохим источником денег.
Есть особые секреты, которые станут открыты только по достижении Вайсом титула «Вайс Легенда».

## Саундтрек
Альбом Eternal Arcadia Original Sound Track (яп. エターナル アルカディア オリジナルサウンドトラック Эта:нару Арукадиа Оридзинару Саундоторакку) был выпущен в Японии 5 октября 2000 года. Музыка была написана композиторами Ютакой Минобэ и Тацуюки Маэдой. Альбом содержит 2 компакт-диска, в них всего 67 треков, но 4 трека (музыкальные темы Клары и ДэРокко, а также песни «Dark Rift» и «Blue Moon Crystal tune») не вошли в альбом. Альбом также был выпущен в ограниченном количестве в США.
| №                   | Название                                              | Музыка              | Длительность |
| ------------------- | ----------------------------------------------------- | ------------------- | ------------ |
| 1.                  | «Opening Theme»                                       | Ютака Минобэ        | 1:50         |
| 2.                  | «Main Theme»                                          | Ютака Минобэ        | 1:36         |
| 3.                  | «Sky Pirate Island»                                   | Тацуюки Маэда       | 2:04         |
| 4.                  | «Galcian’s Theme»                                     | Тацуюки Маэда       | 3:08         |
| 5.                  | «Theme of „Reflection“»                               | Тацуюки Маэда       | 1:49         |
| 6.                  | «Sky Pirate Hideout»                                  | Тацуюки Маэда       | 2:10         |
| 7.                  | «Blue Sky Pirates’ Theme»                             | Ютака Минобэ        | 1:45         |
| 8.                  | «Blue Sky Pirates’ Ship (~Nasrad, ~Ixa’taka, ~Valua)» | Ютака Минобэ        | 3:07         |
| 9.                  | «Dungeon of Searing Heat»                             | Тацуюки Маэда       | 2:01         |
| 10.                 | «Dungeon of Ancient Ruins»                            | Ютака Минобэ        | 2:19         |
| 11.                 | «Battle 1»                                            | Тацуюки Маэда       | 2:19         |
| 12.                 | «Vyse’s Theme»                                        | Ютака Минобэ        | 1:36         |
| 13.                 | «Kingdom of Nasrad»                                   | Ютака Минобэ        | 2:15         |
| 14.                 | «Cave Dungeon»                                        | Тацуюки Маэда       | 1:43         |
| 15.                 | «Black Sky Pirates’ Theme»                            | Тацуюки Маэда       | 1:50         |
| 16.                 | «Bombardment»                                         | Тацуюки Маэда       | 1:31         |
| 17.                 | «„Let’s Go!“ Theme»                                   | Ютака Минобэ        | 1:34         |
| 18.                 | «Sailor Town»                                         | Ютака Минобэ        | 2:09         |
| 19.                 | «Kingdom of Ixa’taka»                                 | Ютака Минобэ        | 3:08         |
| 20.                 | «Ancient Temple Dungeon»                              | Ютака Минобэ        | 2:30         |
| 21.                 | «Theme of „Legend“»                                   | Ютака Минобэ        | 2:26         |
| 22.                 | «Sudden Storm»                                        | Ютака Минобэ        | 1:46         |
| 23.                 | «Uninhabited Island»                                  | Ютака Минобэ        | 2:36         |
| 24.                 | «Theme of „Loneliness“»                               | Ютака Минобэ        | 2:30         |
| 25.                 | «Drachma’s Theme»                                     | Тацуюки Маэда       | 3:38         |
| 26.                 | «Little Jack (~Nasrad, ~Ixa'taka, ~Valua)»            | Ютака Минобэ        | 3:24         |
| 27.                 | «Theme of the Empire»                                 | Тацуюки Маэда       | 1:34         |
| 28.                 | «Valua City»                                          | Тацуюки Маэда       | 2:34         |
| 29.                 | «Theme of „Tension“»                                  | Ютака Минобэ        | 1:34         |
| 30.                 | «Military Facility Dungeon»                           | Тацуюки Маэда       | 2:04         |
| 31.                 | «Theme of the Armada»                                 | Ютака Минобэ        | 1:49         |
| 32.                 | «Boss Battle (~Crisis, ~Opportunity)»                 | Ютака Минобэ        | 2:35         |
| 33.                 | «Victory in Battle»                                   | Тацуюки Маэда       | 0:29         |
| Общая длительность: | Общая длительность:                                   | Общая длительность: | 71:23        |

| №                   | Название                                                                            | Музыка              | Длительность |
| ------------------- | ----------------------------------------------------------------------------------- | ------------------- | ------------ |
| 1.                  | «Headquarters»                                                                      | Ютака Минобэ        | 2:02         |
| 2.                  | «Fina’s Theme»                                                                      | Ютака Минобэ        | 2:12         |
| 3.                  | «„Everyday Life“ Theme»                                                             | Ютака Минобэ        | 1:17         |
| 4.                  | «„Gag“ Theme»                                                                       | Ютака Минобэ        | 1:07         |
| 5.                  | «Gilder’s Theme»                                                                    | Тацуюки Маэда       | 1:46         |
| 6.                  | «„Nervous Crisis“ Theme»                                                            | Ютака Минобэ        | 1:28         |
| 7.                  | «Theme of „Tragedy“»                                                                | Ютака Минобэ        | 2:40         |
| 8.                  | «Theme of „Hatred“»                                                                 | Тацуюки Маэда       | 2:01         |
| 9.                  | «Delphinus (~Nasrad, ~Ixa’taka, ~Valua, ~Yafutoma, ~Ice Continent, ~Temple Island)» | Ютака Минобэ        | 4:27         |
| 10.                 | «Yafutoma Dawn»                                                                     | Тацуюки Маэда       | 2:34         |
| 11.                 | «Eastern Sky Pirates’ Theme»                                                        | Ютака Минобэ        | 1:20         |
| 12.                 | «Ice Dungeon»                                                                       | Ютака Минобэ        | 3:35         |
| 13.                 | «„Nervous Crisis“ Theme 2»                                                          | Тацуюки Маэда       | 1:16         |
| 14.                 | «Battle 2»                                                                          | Тацуюки Маэда       | 1:48         |
| 15.                 | «Theme of „Rejoice“»                                                                | Тацуюки Маэда       | 1:25         |
| 16.                 | «Ice Town»                                                                          | Тацуюки Маэда       | 1:57         |
| 17.                 | «„Dimming Lights“ Theme»                                                            | Ютака Минобэ        | 1:15         |
| 18.                 | «Gigas’ Theme»                                                                      | Ютака Минобэ        | 1:37         |
| 19.                 | «Bombardment 2»                                                                     | Ютака Минобэ        | 1:58         |
| 20.                 | «Bombardment Victory»                                                               | Тацуюки Маэда       | 1:18         |
| 21.                 | «Remote Town»                                                                       | Ютака Минобэ        | 0:57         |
| 22.                 | «The Great Silver Shrine»                                                           | Тацуюки Маэда       | 2:55         |
| 23.                 | «Ramirez’s Theme»                                                                   | Ютака Минобэ        | 1:52         |
| 24.                 | «Battle with the Armada»                                                            | Ютака Минобэ        | 1:49         |
| 25.                 | «Defeat in Battle»                                                                  | Ютака Минобэ        | 0:15         |
| 26.                 | «Enrique’s Theme»                                                                   | Тацуюки Маэда       | 2:22         |
| 27.                 | «Last Dungeon»                                                                      | Тацуюки Маэда       | 2:50         |
| 28.                 | «Jealous»                                                                           | Ютака Минобэ        | 1:46         |
| 29.                 | «The Last Time»                                                                     | Ютака Минобэ        | 2:58         |
| 30.                 | «Last Battle (~Opportunity)»                                                        | Ютака Минобэ        | 3:05         |
| 31.                 | «Theme of „Deep Emotion“»                                                           | Ютака Минобэ        | 1:40         |
| 32.                 | «The Legendary Sinking Continent»                                                   | Ютака Минобэ        | 2:00         |
| 33.                 | «Epilogue»                                                                          | Ютака Минобэ        | 2:05         |
| 34.                 | «Staff Roll»                                                                        | Ютака Минобэ        | 5:41         |
| Общая длительность: | Общая длительность:                                                                 | Общая длительность: | 71:18        |

## Оценки
| Сводный рейтинг                  | Сводный рейтинг                                                               | Сводный рейтинг                                                               |
| Издание                          | Оценка                                                                        | Оценка                                                                        |
| Издание                          | Dreamcast                                                                     | GC                                                                            |
| -------------------------------- | ----------------------------------------------------------------------------- | ----------------------------------------------------------------------------- |
| GameRankings                     | 90,59 %                                                                       | 85,28 %                                                                       |
| Metacritic                       | 75/100 (основана на 6 обзорах) (DC)                                           | 84/100 (основана на 31 обзоре)                                                |
| Иноязычные издания               |                                                                               |                                                                               |
| Издание                          | Оценка                                                                        | Оценка                                                                        |
| Издание                          | Dreamcast                                                                     | GC                                                                            |
| Edge                             | 8/10                                                                          |                                                                               |
| EGM                              | 9,4/10                                                                        |                                                                               |
| Game Informer                    | 8,5/10                                                                        |                                                                               |
| GameSpot                         | 9,2/10                                                                        |                                                                               |
| IGN                              | 9,2/10                                                                        |                                                                               |
| Official Dreamcast Magazine (UK) | 8/10                                                                          |                                                                               |
| Награды                          |                                                                               |                                                                               |
| Издание                          | Награда                                                                       | Награда                                                                       |
| IGN                              | Выбор редакции 58-е место в списке лучших игр всех времён по версии читателей | Выбор редакции 58-е место в списке лучших игр всех времён по версии читателей |
| Electronic Gaming Monthly        | Игра месяца                                                                   | Игра месяца                                                                   |
| GamesRadar                       | 2-е место в списке лучших игр для Dreamcast всех времён (2012)                | 2-е место в списке лучших игр для Dreamcast всех времён (2012)                |
| Electronic Gaming Monthly        | 80-е место в списке лучших игр всех времён (2001)                             | 80-е место в списке лучших игр всех времён (2001)                             |

### Dreamcast
- Skies of Arcadia на GameFAQs (англ.)
- Skies of Arcadia на GameSpot (англ.)

### GameCube
- Skies of Arcadia Legends на GameFAQs (англ.)
- Skies of Arcadia Legends на GameSpot (англ.)